# 梁培璜

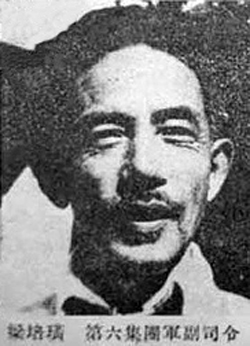

梁培璜（1890年—1968年）字太璞，河南光山人。中华民国陆军中将，晋绥军高级将领。

## 生平
保定陆军军官学校第2期步科毕业。此后长期在阎锡山的晋绥军任职。1927年任国民革命军第三集团军第4军10师参谋长，参加北伐。1931年，任晋绥军整理委员会督练员。抗日战争爆发后，任第19军参谋长，在崞县参加抗日战争。1938年，任第19军副军长，1940年3月任第19军中将军长。1941年3月任第13集团军副总司令，同年11月任整编第61军军长。1946年，任太原绥靖公署第6集团军副总司令兼晋南地区武装总指挥。1948年5月17日，在临汾战役中在临汾河西被中国人民解放军俘虏。中华人民共和国成立后，在抚顺战犯管理所接受改造。1964年12月28日获得特赦。此后，出任河南省政协委员，曾任河南省政协文史委员。 
1968年，梁培璜在郑州病逝。